# 石人镇 (白山市)
石人镇，是中华人民共和国吉林省白山市江源区下辖的一个乡镇级行政单位。

## 行政区划
石人镇下辖以下地区：
林子头社区、北山社区、林子头村、后堡子村、小河口村、大石棚子村、天桥村、老岭村、车站村、榆木桥子村、头道阳岔村、荣斌村和遥林村。